# Archidiakonat zawichojski
Archidiakonat zawichojski – jeden z kilku archidiakonatów diecezji krakowskiej Kościoła katolickiego w Polsce w okresie przedrozbiorowym.

## Historia
Z powodu rozległego obszaru biskupstwa krakowskiego w XII wieku dokonano podziału na archidiakonaty. Archidiakonat zawichojski należał do grupy jednostek nadwiślańskich obok radomskiego, sandomierskiego i lubelskiego. Obszar pokrywał się prawdopodobnie z terytorium kasztelanii zawichojskiej. Pierwsza wzmianka o archidiakonie zawichojskim pochodzi z 1212 roku. Siedziba znajdowała się przy kościele Świętej Trójcy w Zawichoście. W XVIII wieku obejmował trzy dekanaty: zawichojski, opatowski i urzędowski. Archidiakonat istniał do roku 1790.